# La Llorona (cançó)
La Llorona es una cançó popular mexicana, originada a la zona de l'istme de Tehuantepec, a Oaxaca. No té una versió única; sobre la seva harmonia, molts autors han creat o derivat versos que la converteixen en una historia d'amor i dolor representativa de la música tradicional.
Especialment coneguda es la versió que va fer Chavela Vargas